# Eleutherine angusta
Eleutherine angusta är en irisväxtart som beskrevs av Pierfelice Ravenna. Eleutherine angusta ingår i släktet Eleutherine och familjen irisväxter. Inga underarter finns listade i Catalogue of Life.